# Granica gibraltarsko-hiszpańska
Gibraltar graniczy z Hiszpanią na odcinku około 1,2 km. Rozdziela je zdemilitaryzowana strefa neutralna, gdzie wybudowano sztuczny pas startowy gibraltarskiego lotniska i zabudowania lądowego przejścia granicznego pomiędzy Gibraltarem i Hiszpanią, które znajduje się w mieście La Línea de la Concepción. 
Granica powstała w 1713 roku, kiedy to traktatem pokojowym w Utrechcie przyznano Gibraltar, zdobyty w 1704 roku, Wielkiej Brytanii.

## Strefa neutralna

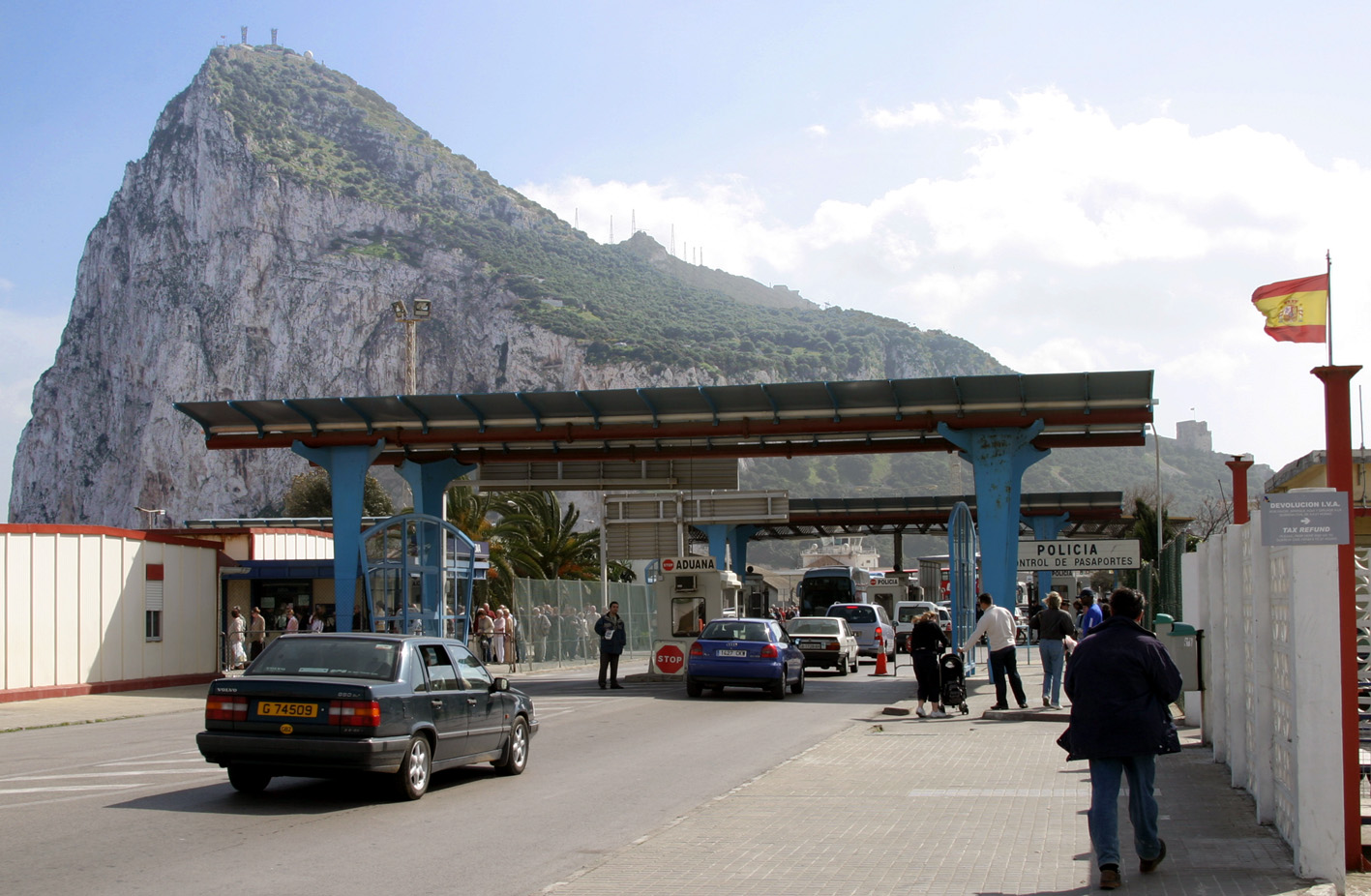
Przejście graniczne od strony Hiszpanii, 2004 rok

Traktat w Utrechcie przyznawał Wielkiej Brytanii miasto, port i twierdzę w Gibraltarze, nie określając jednak precyzyjnie granicy. W czasie wojny angielsko-hiszpańskiej w 1727 roku Hiszpania próbowała odzyskać zbrojnie Gibraltar, co jednak zakończyło się porażką. Po tej wojnie mocą traktatu w Sewilli w 1729 roku została ustalona strefa neutralna między brytyjskim obszarem Gibraltaru, a hiszpańską miejscowością La Línea de la Concepción, o długości 600 toises (ok. 1170 m) – szeroką na „więcej niż odległość dwóch strzałów armatnich między Hiszpanami a Brytyjczykami”. Według innych ocen, strefa neutralna początkowo rozciągała się na ok. 1450 m. Podczas wojen napoleońskich, 14 lutego 1810 roku Brytyjczycy wysadzili w powietrze dwa hiszpańskie forty San Felipe i Santa Barbara po hiszpańskiej stronie granicy, aby uniknąć możliwości opanowania ich przez Francuzów.
Naruszanie strefy neutralnej rozpoczęło się w 1815 roku, kiedy Brytyjczycy, za zgodą Hiszpanii, zbudowali poza murami twierdzy tymczasowy obóz dla izolowania chorych na żółtą febrę, po czym sytuacja powtórzyła się w 1854 roku, kiedy dodatkowo zbudowano w strefie budki strażnicze i obóz wojskowy. Budki strażnicze, ale po swojej stronie granicy, zbudowali też Hiszpanie. W 1876 roku gubernator brytyjski urządził w strefie neutralnej ogrody, a następnie zbudował tam tor dla wyścigów konnych, z których korzystali też Hiszpanie i co nie spotkało się ze sprzeciwem. Do 1881 roku teren zajęty przez Brytyjczyków rozciągnął się na 800 m od skały gibraltarskiej. Obszar ten był określany jako North Front.

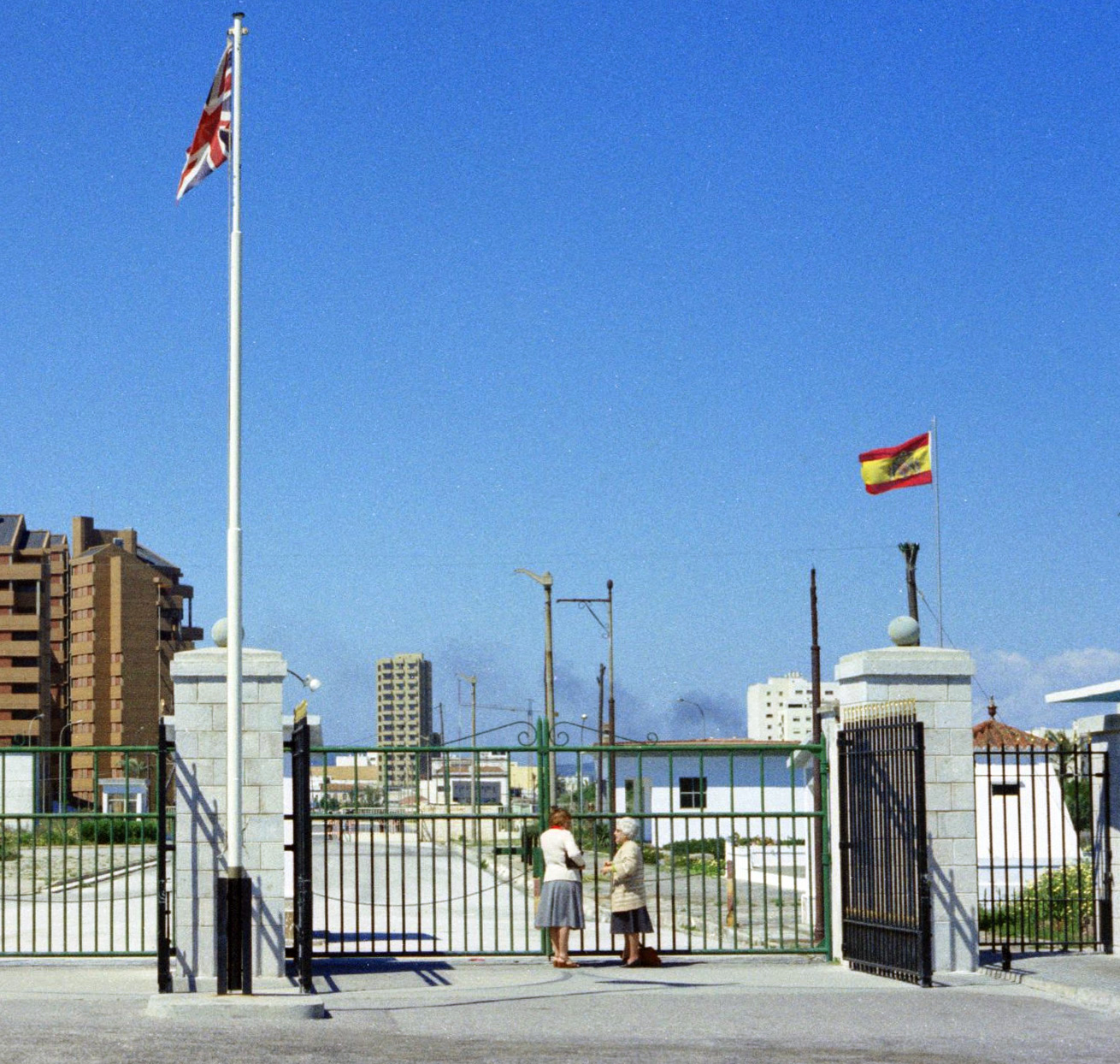
Zamknięta brama od strony hiszpańskiej i symbolicznie otwarta po stronie brytyjskiej, 1977 rok

W drugiej połowie 1908 roku Brytyjczycy zbudowali ponaddwumetrowe stalowe ogrodzenie zwieńczone drutem kolczastym na skraju zajętej przez siebie części strefy neutralnej, w celu redukcji liczebności strażników, przeciwko czemu zaprotestowała Hiszpania. Oznaczało to faktyczny podział strefy, chociaż ludność mogła nadal poruszać się przez granicę. W ogrodzeniu pozostawiono bramę przy głównej drodze i dwa przejścia po zachodniej i wschodniej stronie, między innymi dla przepędu bydła. W latach 30. w strefie neutralnej na terenie toru wyścigowego zorganizowano prowizoryczne lotnisko, które jednak nie było rozbudowywane do końca dekady z uwagi na protesty Hiszpanii. Dopiero w połowie II wojny światowej, począwszy od 1942 roku Brytyjczycy zbudowali tam duże lotnisko wojskowe, przecinające półwysep i główną drogę, używane też później jako cywilny port lotniczy. Nadal jednak podczas wojny kilka tysięcy robotników hiszpańskich przemierzało dwa razy dziennie granicę. Hiszpania zbudowała podczas wojny wzdłuż granicy zapory przeciwczołgowe, usunięte w 1966 roku.
Na skutek pogorszenia stosunków hiszpańsko-brytyjskich na tle statusu Gibraltaru, 20 maja 1968 roku Hiszpania, rządzona przez Francisco Franco, zamknęła na pewien czas przejście graniczne. Następnie, w ramach retorsji za uchwalenie konstytucji dla Gibraltaru, 8 czerwca 1969 roku Hiszpania zamknęła bramę na stałe, likwidując ruch graniczny. W lipcu 1976 roku Wielka Brytania przedłużyła płot na kilkanaście metrów do morza po obu stronach. Dopiero 15 grudnia 1982 roku granica została otwarta dla ruchu pieszego. Przejście graniczne zostało ponownie otwarte dla ruchu kołowego 5 lutego 1985 roku, w ramach przygotowań do wstąpienia Hiszpanii do EWG w kolejnym roku.
Mimo wstąpienia Wielkiej Brytanii i Hiszpanii do Europejskiej Wspólnoty Gospodarczej i wprowadzenia swobody ruchu osób, Gibraltar pozostawał poza europejską unią celną, wobec czego prowadzone były nadal kontrole graniczne pod kątem przewożonych towarów. Kwestia granicy hiszpańsko-gibraltarskiej i swobody ruchu mieszkańców, zwłaszcza Hiszpanów licznie pracujących w Gibraltarze, stała się ponownie problemem po wyjściu Wielkiej Brytanii z Unii Europejskiej w 2020 roku. W grudniu 2020 roku osiągnięto wstępne porozumienie między rządami Wielkiej Brytanii i Hiszpanii co do możliwości włączenia Gibraltaru do strefy Schengen. Kolejne porozumienie, z udziałem władz Gibraltaru, zawarto w czerwcu 2025; przewiduje ono swobobny ruch osobowy przez granicę, ułatwienia dla importu towarów do Gibraltaru i wspólne prowadzenie kontroli granicznej w miejscowym porcie lotniczym przez funkcjonariuszy gibraltarskich i hiszpańskich.